# أحداث الخبز (تونس)

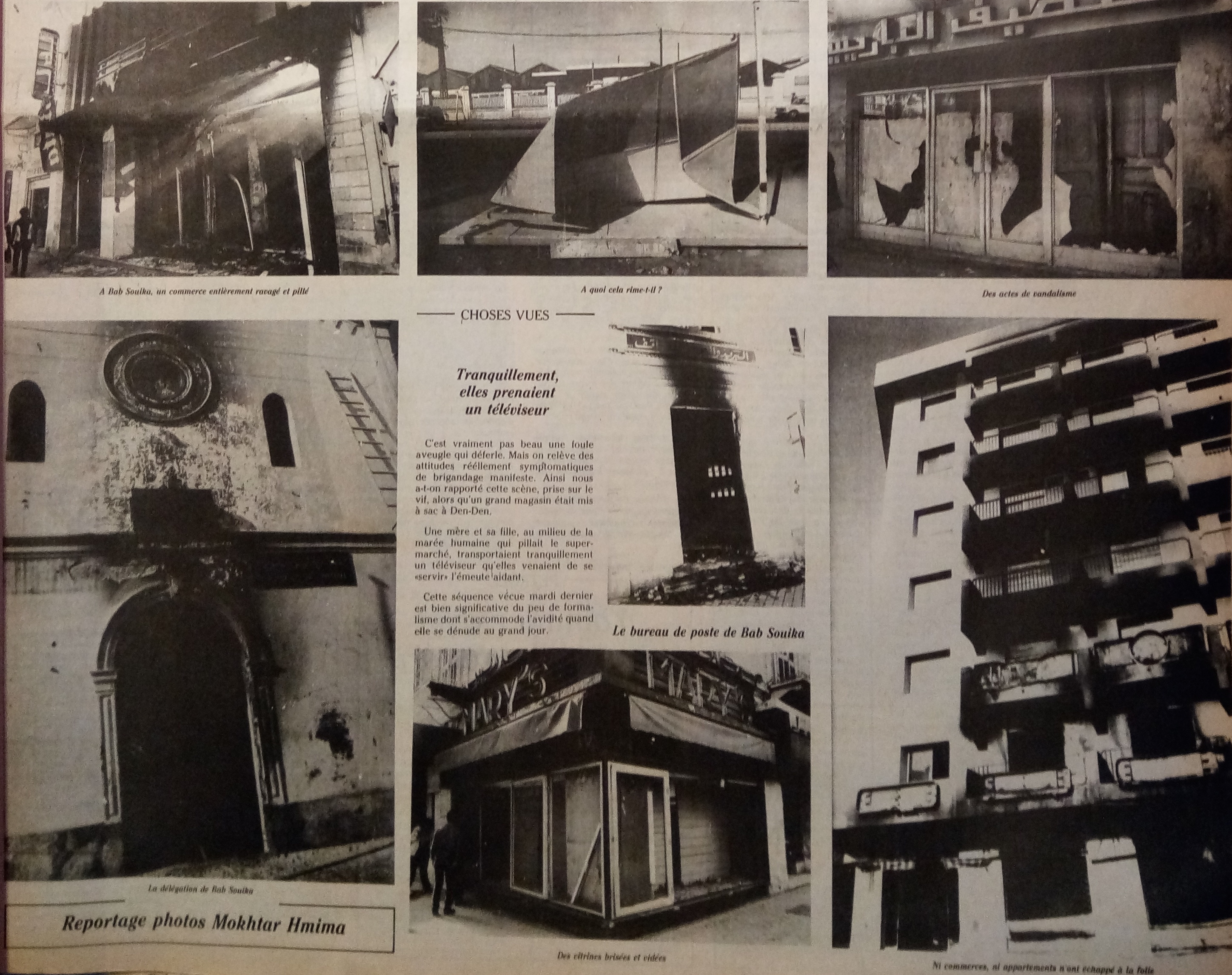
أعمال العنف في أعقاب أحداث الخبز

أحداث أو انتفاضة الخبز، هو الاسم الذي أطلق على الاضطرابات التي عرفتها تونس في جانفي 1984 بعد زيادة سعر الخبز ورفع الدعم على عدد من السلع الأساسية.

## الأحداث
انطلقت أحداث انتفاضة الخبز لسنة 1984 من مدينة دوز بالجنوب التونسي بمناسبة السوق الأسبوعية في 29 ديسمبر 1983 في شكل مظاهرات أدت إلى المواجهة بين المتظاهرين وقوات النظام العام. إنتشرت الظاهرة لتشمل مدينة قبلي ومدينة سوق الأحد المجاورتين في اليوم الموالي متخذة طابعًا عنيفًا بعد أن إتسعت لتشمل مدينة الحامة. ومع دخول مشروع الزيادة في أسعار العجين ومشتقاته حيز التنفيذ يوم 1 جانفي 1984 شملت الحركة الإحتجاجية مناطق الشمال والوسط الغربي في الكاف والقصرين وتالة وبقية مناطق الجنوب في قفصة وقابس ومدنين وبنقردان، مما إستدعى دخول الجيش لهذه المناطق بعد أن سجل عجز قوات النظام العام في الحد من توسّع الإنتفاضة. ومع إعلان وزارة الداخلية يوم 2 جانفي عن سقوط قتلى وجرحى في مناطق بنقردان وقبلي والحامة والقصرين وقفصة، دخلت المنطقة الصناعية بقابس في إضراب شامل ومسيرات كبرى شارك في تنظيمها كل من العمال والطلاب. كما التحق طلبة الجامعات والمدارس الثانوية في مدن تونس وصفاقس بالشوارع معبرين عن رفضهم إلغاء الدعم عن العجين ومشتقاته. في يوم 3 جانفي بلغت الإنتفاضة أوج أحداثها وباتت المواجهة مفتوحة بين المتظاهرين من ناحية وقوات النظام العام والجيش من ناحية أخرى، وأصبح العنف سيد الموقف فأحرقت المحلات والسيارات والمؤسسات والحافلات في شوارع العاصمة وضواحيها وفي كثير من المدن في الساحل وفي الدواخل. لقد نجم عن ذلك إطلاق الرصاص وسقوط مزيد من القتلى والجرحى في صفوف المتظاهرين.

## تدخل الجيش
قرر الحبيب بورقيبة رئيس الدولة نشر القوات العسكرية بشوارع العاصمة وإعلان حالة الطوارئ ومنع كل تجمع بالطريق العام والساحات العامة يفوق ثلاثة أشخاص هذا علاوة على منع جولان الأشخاص والعربات من الخامسة مساء إلى السادسة صباحا. ورغم إقرار الوزير الأول محمد مزالي بأن تلك الإجراءات نهائية وغير قابلة للتراجع والمراجعة فإن المظاهرات المعادية للحكومة ولاختياراتها قد تواصلت في اليوم التالي أي يوم 4 جانفي 1984 في كثير من مناطق البلاد وفي العاصمة وضواحيها. كما أن العطلة القسرية التي منحت للجامعات ومختلف المؤسسات التربوية أيام 4 – 7 جانفي 1984 وما صاحب ذلك من إعتقالات في صفوف من تطلق عليهم الحكومة صفة «المجرمين والمخربين» لم يحل دون تواصل الحركة الإحتجاجية التي لم تتوقف إلا مع إعلان رئيس الدولة التراجع عن تلك الإجراءات وإعادة النظر في الميزانية الجديدة في فترة لا تتجاوز ثلاثة أشهر مع الأخذ بعين الاعتبار الظروف الاقتصادية المنهارة وعدم تحميل المواطن أعباء هذا التدهور.